# صديقتنا الذرة (وثائقي)

رمز الذرة

صديقتنا الذرة هو عبارة عن برنامج وثائقي من قبل ديزني لاند في عام 1957 حيث يتحدث عن فوائد الطاقة النووية ويقدمها هاينز هابر.

## فيلم تعليمي
في عام 1980 تم إصدار نسخة محدثة بعنوان «الذرة بنظرة اقرب» من قسم الإعلام التعليمي في ديزني.

## كتاب تعليمي
كما يوجد كتاب منشور في عام 1956 بعنوان صديقتنا الذرة.

## روابط خارجية
- صديقتنا الذرة على موقع IMDb (الإنجليزية)
- صديقتنا الذرة على موقع قاعدة بيانات الفيلم (الإنجليزية)
- صديقتنا الذرة على موقع ليتربوكسد (الإنجليزية)